# Judo
 Der er for få eller ingen kildehenvisninger i denne artikel, hvilket er et problem. Du kan hjælpe ved at angive troværdige kilder til de påstande, som fremføres i artiklen.

Judo er en moderne japansk kampsport, udviklet af Jigoro Kano i 1882 fra kampkunsten ju-jutsu, og består kun af en række kasteteknikker og holdegreb. Judo er baseret på shin-budo og oversættes bedst med den milde vej. Udøvere af judo kaldes jūdōka.

## Historie
Jigoro Kano (1860 – 1938) studerede på universitetet i Tokyo, og trænede samtidig jujutsu. Han trænede bl.a. Tenjin Shinyo-ryu og Kito-ryu og begyndte hurtigt at undervise selv. Med sin videnskabelige indfaldsvinkel begyndte han at finde på nye teknikker og havde en ide om at udvikle både krop og karakter hos unge mennesker gennem kampsportstræning.
Han formulerede sine ideer med 2 grundsætninger:
| Seiryoku Zenyō | 精力善用 | Bedst udnyttelse af energi. |
| Jita Kyōei     | 自他共栄 | Gensidigt udbytte.          |

Kano var præsident for Japans nationale sportsforbund, og medlem af IOC fra 1909 og til sin død i 1938. Han var stærkt medvirkende til, at judo blev den første asiatiske kampsport på det olympiske program ved OL i Tokyo 1940. Dette blev dog ikke til noget da Tokyo fik frataget legene pga. Japans krig mod Kina. Legene blev derefter flyttet til Helsingfors, men blev droppet på grund af 2. verdenskrig. 
Da Japan skulle være vært for OL i 1964, måtte Japan vælge en sportsgren, der skulle deltage og dermed fik judo sin debut. Judo var ikke på det olympiske program i 1968, men fra OL 1972 i München har judo været fast på det olympiske program som sportsdisciplin. 

### I Danmark
Dansk Jiu-jitsu Forening blev stiftet i 1944, med det formål at træne Kano jiu-jitsu (det vil sige judo), med Knud Janson som formand. I slutningen af 1940'erne underviste japaneren Gunji Koizumi (1885 – 1965) i Danmark. Han havde været i London siden 1918.
Dansk Jiu-jitsu Forening blev sidenhen opdelt i Dansk Judo Union og Dansk Judo Sports Forbund i 1952, fordi Dansk Judo Sports Forbund med Knud Janson som formand ikke ønskede at videreføre japanske traditioner (blandt andet siddende buk, etc.) og ikke tillod stranguleringer i sportskamp.
Sidst i 1950'erne kom japaneren Kenshiro Abe og underviste og på lejrene i Vingsted underviste en anden japaner også ved navn Ichiro Abe, som i dag har 10.Dan og besøgte de danske judokaer på sommerlejren i 2011
I 1970 blev de 2 foreninger atter lagt sammen til Dansk Judo og Jiu-Jitsu Union, der derefter blev optaget i Danmarks største sportsforbund, Danmarks Idræts-Forbund.

## Konkurrenceregler

### Varighed på konkurrence
En konkurrence varer i op til fem minutter for mændene og fire minutter for kvinderne. Har en af udøverne inden tiden er gået scoret ti point – en Ippon – vinder udøveren konkurrencen.

### Pointsystem
Ippon (一本) er lig med ti point, og kan tildeles for et perfekt udført kast, hvor modstanderen lander på ryggen, og kastet er udført med kraft, hurtighed og præcision, samt kontrol, hvilket er det vigtigste. Selvom modstanderen blev kastet med kraft og hurtighed, ville det ikke betyde noget, hvis der ikke var kontrol i kastet. Mindre point kan ligeledes tildeles for sidstnævnte. Konkurrencen kan afgøres i løbet af få sekunder, ved modtagelse af ippon og dermed vinder.
En ippon kan også opnås, hvis modstanderen holdes fikseret på ryggen i 20 sekunder, i et holdegreb (se nedenfor), eller hvis modstanderen slår i måtten med enten hænder eller fødder, som tegn på at vedkommende overgiver sig..
Yuko (有効, 5 point) kan tildeles ligeledes for et dårligt kast, ligeledes på grund af mangel på kontrol. Der kan i enkelte tilfælde blive tildelt en 'yuko', ved blot at trække modstander til jorden, uden at udføre et kast. Uanset hvor mange yuko der opnås, rangerer tildeling af ippon og waza-ari højere end yuko. For eksempel hvis en af udøverne har én waza-ari, mens modstanderen har tre yuko, er waza-ari et bedre resultat. Endvidere er en waza-ari og en yuko, et bedre resultat end en enkelt waza-ari. 
Lander en modstander i "bro", altså ved at støtte med hoved og nakke, så hofte og ryg ikke rører måtten, gives der ippon til modstanderen. Laves der en såkaldt sidebro, gives der waza-ari til modstanderen. Man har haft en del nakkeskader over en periode da folk har gjort det til en strategi, at anvende hoved og nakke som støttepunkt. Derfor har IJF indført automatisk point til judokaen som kaster, når disse broer indsættes. Dette er for at få færre skader i sporten.

### Gulv-teknikker
Hvis et kast mislykkedes og konkurrenten f.eks. ikke lander helt på ryggen, kan man fortsætte ned på gulvet, til "gulvkamp". Udøveren der kastede, skal nu fortsætte ned på gulvet, og holde konkurrenten på ryggen i et holdegreb i 20 sekunder. Der findes mange forskellige holdeteknikker i gulvet, der kan inddeles i følgende kategorier:
- Osaekomi-waza(押込技), holdegrebs teknikker
- Shime-waza (絞技), strangulerings teknikker
- Kansetsu-waza (関節技), låse teknikker (armlåse)

### Pointstraf
Udøverne kan også få trukket point fra ved fejl, kaldet shido (指導). Det er tilladt at fortsætte konkurrencen udover konkurrencezonen, hvis et kast er indledt indenfor konkurrencezonen. Pådragelse af skade der er udført med vilje medfører diskvalificering, kaldes Hansoku make. Derudover må udøveren ikke være overdrevent defensiv, dette medfører straf. Der er tre former for straf, inden udøveren bliver diskvalificeret. Oprindeligt gav shido 3 point til den anden udøver, men da denne blev afskaffet i 2009, er shido nu blot en advarsel. Brydes reglerne igen, modtager udøveren endnu en shido, opnår man i alt 3 shidoer, så tæller dette som en hansoku make (diskvalifikation).
- Shido – Kan opnås ved at bryde eventuelle sikkerhedsregler, eller ved kun at være defensiv, og advarsel modtages
- Chui – Modstanderen får automatisk 5 point, hvilket svarer til en yuko, fordi udøveren har modtaget en Shido tideligere i konkurrencen (anvendes ikke længere)
- Keikoku – Modstanderen får automatisk 7 point, hvilket svarer til en waza-ari, fordi udøveren har modtaget en Chui tideligere i konkurrencen (anvendes ikke længere)
- Hansoku-make – Modparten vinder automatisk konkurrencen, enten fordi udøveren 3 shidoer, og alligevel have brudt reglerne igen, som en indirekte hansoku-make, eller fordi udøveren har foretaget noget, der fører til direkte diskvalifikation, en direkte hansoku-make.

### Sikkerhedsregler
- Skader en udøver en anden udøver med vilje, medfører dette diskvalificering (hansoku-make)
- Slag og spark er ikke tilladt, det kan føre til diskvalifikation
- At gribe under bæltet eller i benet, fører automatisk til diskvalifikation
- Defensiv position i flere sekunder af gangen, kan føre til shido
- At røre ved modstanderens ansigt bevidst er ikke tilladt, det kan føre til en shido
- Skaller er ikke tilladt, det kan føre til shido
- At bøje sig selv ned mod jorden er ikke tilladt, kan føre til shido
- Teknikken kendt som Daki Age er ikke tilladt
- Teknikken kendt som Kawazu Gake er ikke tilladt
- Teknikken kendt som Kani Basami er ikke tilladt. Den blev bandlyst i 1980, på grund af at judo-udøver Yasuhiro Yamashita brækkede et ben, fordi han blev kastet af denne teknik
- Det er ikke tilladt at tale med hinanden under konkurrencen.
- Man må ikke have metal-lignende genstande, såsom hårspænder, piercinger, vielsesringe eller lignende på under konkurrencen.

### Dommerudtryk
Der er forskellige dommerudtryk i en judokonkurrence:
- Hajime – Begynd (konkurrencen sættes i gang)
- Sono mama – bliv liggende i samme position
- Osaekomi – holdegreb indsat
- Hikiwake – uafgjort (bruges kun ved holdturneringer)
- Ippon – 10 point, udøveren vinder konkurrencen med det samme, hvis udøveren udfører et kast med kontrol og hurtighed
- Yoshi – fortsæt kampen
- Sore mate – tiden for konkurrencen er udløbet
- Mate – Stop (konkurrencen stoppes)
- Shido – Straf – advarsel
- Hansoku-make – diskvalifikation – enten direkte, eller på grund af opnåelse af 4 Shido eller ulovlig teknik
- Fusen gashi: Sejr til modparten på grund af udeblivelse fra konkurrencen

### Konkurrencezone
Konkurrencezonen er et areal på 14 m × 14 m, hvor underlaget består af skummadrasser beklædt med blød plastic, hvilket forebygger, at udøverne kommer til skade, når de bliver kastet i gulvet. 
Konkurrencezonen er delt op i en mindre zone i centrum på 6 m × 6 m. 
Udenom er der en en meter bred advarselszone. Står udøveren i advarselszonen skal udøveren angribe indenfor fem sekunder ellers afbryder dommeren med kommandoen 'mate' (stop/afbryd).
Yderst er der en tre meter bred sikkerhedszone, som skal forhindre at udøverne ryger ned fra podiet, hvis de ruller efter et kast.

### Judogi
Judoudøvere skal have en dragt på, kaldet en judogi. Judogien blev oprindeligt designet af Jigoro Kano i 1907. Judogien består af en jakke, bukser samt bælte. Bæltet indikerer hvilken grad udøveren har (se nedenfor under bæltesystem). Judogien består ofte af 100% bomuld, og er meget slidstærk, da dragten skal kunne holde til konstant 'riveri'.
De fleste udøvere anvender en hvid judogi, mens den blå judogi er af nyere oprindelse og anvendes af et mindre antal udøvere. Den blå judogi er opfundet til konkurrence så dommeren nemmere kan skelne mellem kæmperne. 
Udøverne skal desuden være rene, have korte negle, have hverken voks i håret eller make-up og neglelak på du må selvfølgelig ikke havde metalting i håret eller om armen 

### Bæltesystem
Gradsystemet er inddelt i kyu-grader og dan-grader. Med gi'en (judodragten) følger et hvidt bælte, som er nybegynderens farve. Der er 6 kyu-grader og 10 dan-grader. Bælternes udseende synliggør judoka'ens niveau. Ved bestået graduering får man ret til en ny grad. Ved kyu-graderne tæller man ned fra 6 til 1. Derefter tæller man ved dan-graderne op fra 1.
Børn og unge (6-14 år) bærer halv-farvede bælter, mens seniorer bærer fuld-farvede bælter.
| Grad       | Bælte         | Seniorbælte             | Børne- og juniorbælte |
| ---------- | ------------- | ----------------------- | --------------------- |
| 6. Kyu     | hvidt         | hvidt judobælte         |                       |
| 5. Kyu     | gult          | gult judobælte          |                       |
| 4. Kyu     | orange        | orange judobælte        |                       |
| 3. Kyu     | grønt         | grønt judobælte         |                       |
| 2. Kyu     | blåt          | blåt judobælte          |                       |
| 1. Kyu     | brunt         | brunt judobælte         |                       |
| 1.-5. Dan  | sort          | sort judobælte          |                       |
| 6.-8. Dan  | hvidt og rødt | hvidt og rødt judobælte |                       |
| 9.-10. Dan | rødt          |                         |                       |

## Dansk konkurrence judo

### Danske atleter
Judo er i dag en moderne kampsport, som dyrkes over hele verden, og er en forholdsvis lille sport i Danmark, mens den i andre lande er blandt de mest populære sportsgrene. I Frankrig er det den anden største sportsgren lige efter fodbold. Som noget af det største man man stile efter som dansk judo kæmper er, de Olympiske lege. Dog er kvalifikationen til OL en lang og svært proces, hvor der gennem en lang række stævner, skal opsamle kvalifikationspoint. Derfor går der oftest mange år imellem dansk deltagelse ved OL i judo.
Lærke Marie Olsen var i 2021 den første judokæmper i 33 år, der kvalificerede sig til OL. I 2024 blev Lærke den første danske judo-kæmper, der deltager ved to OL. Endda i to forskellige vægtklasser.

### Danske internationale stævner
Da judo er rigtig stort i udlandet, er det oftest i udlandet hvor man kan finde de store internationale stævner med mange deltagere. Nogle af de store stævner ligger på IJFs judo tour, men der er også andre store stævner med ofte over 1500 - 2000 deltagere. Men også i Danmark er der er der 2 store anerkendte internationale stævner på dansk jord.
- Copenhagen Open & Camp[10] med omkring 750 - 1000 deltagere.
- Danish Open / Matsumae Cup & Camp[11][12] med omkring 750 - 1000 deltagere.